# كارولين غارسيا
كارولين غارسيا (بالفرنسية: Caroline Garcia)‏ مواليد 16 أكتوبر 1993 في فرنسا، هي لاعبة كرة مضرب فرنسية محترفة.

## روابط خارجية
- كارولين غارسيا على موقع رابطة محترفات التنس (الإنجليزية)
- كارولين غارسيا على موقع الاتحاد الدولي لكرة المضرب (الإنجليزية)
- كارولين غارسيا على موقع كأس بيلي جين كينغ (الإنجليزية)
- كارولين غارسيا على موقع بطولة ويمبلدون (الإنجليزية)
- كارولين غارسيا على موقع خلاصة التنس.كوم (الإنجليزية)
- كارولين غارسيا على موقع إي إس بي إن.كوم (الإنجليزية)
- كارولين غارسيا على موقع اللجنة الأولمبية الدولية (الإنجليزية)
- كارولين غارسيا على موقع أوليمبيديا (الإنجليزية)
- كارولين غارسيا على موقع اللجنة الأولمبية الفرنسية (مؤرشف) (الفرنسية)